# Mark Richards
Mark Richards (Newcastle, 7 de marzo de 1957), conocido como MR, es un surfista australiano y una leyenda del surf, campeón del mundo cuatro veces consecutivas (1979-1982). Fue distinguido por el estilo único que poseía descendiendo olas con los brazos abiertos, recordando el aleteo de una gaviota y fue apodado "gaviota herida" (“wounded gull”).
Richards fue incluido en el Salón de la Fama del Deporte Australiano en 1985.
En el 2000 Mark fue galardonado con el Medalla Australiana de Deportes por sus servicios a Surf Riding.

## Reseña biográfica
Richards nació y creció en Newcastle, hijo de Ray y Val Richards, ambos entusiastas de la natación. En 1956 su padre Ray, inició una de las primeras tiendas dedicadas al surf de Australia. Así que cuando Mark nació en 1957 siempre estuvo rodeado de tablas de surf y a los seis años aprendió a surfear olas suaves en Herreros Beach a unos 15 minutos al sur de Newcastle.
A la edad de 15 años empezó a dar forma a sus propias tablas de surf.
En 1979, Mark dominaba el surfing y desarrolló la tabla "winged swallow tail", twin-fin (cola de alas de golondrina, doble quilla); diseño con el que ganaría el título mundial durante cuatro años consecutivos.
Desafortunadamente Richards padeció problemas de lesiones en la espalda y entró en semi-retiro en 1992 aunque realizó reapariciones ocasionales como cuando volvió a ganar en el 2001 (44 años) el Campeonato Mundial Masters.

## Campeonatos del Mundo
- 1975 Smirnoff Mundial Pro-Am Surfing Championships
- 1979 Surfistas Profesionales Internacionales (IPS) Campeón del Mundo;
- 1980 Surfistas Profesionales Internacionales (IPS) Campeón del Mundo;
- 1981 Surfistas Profesionales Internacionales (IPS) Campeón del Mundo;
- 1982 Surfistas Profesionales Internacionales (IPS), Campeón del Mundo
- 2001 Asociación de Surfistas Profesionales (ASP) Grandmasters World Champion.